# Angora turecka
Angora turecka – rasa kota, która trafiła do Europy Zachodniej poprzez USA w drugiej połowie XX wieku, wcześniej rasa znana była w Turcji.
Pochodzenie angory nie zostało do końca wyjaśnione. Koty takie znano w Turcji już w zamierzchłych czasach i traktowano jak dachowce. Jest to bowiem rasa naturalna, powstała bez ingerencji człowieka.
Turecka angora nazwę swoją zawdzięcza stolicy kraju – Ankarze, w starożytności zwanej Angorą; w okolicach tego miasta uformowała się naturalnie ta rasa. Przedstawiciele tej rasy nie boją się kontaktu z wodą oraz kąpieli.

## Wygląd
Angora jest średniej wielkości kotem o długiej sylwetce i delikatnej budowie z typem futra pół-długowłosym, na szyi posiada charakterystyczny kołnierz. Koty tej rasy mają duże, lekko skośne oczy o migdałowym kształcie. Ważą zazwyczaj od 2,5–5 kg.